# Cheiranthera cyanea
Cheiranthera cyanea là một loài thực vật có hoa trong họ Pittosporaceae. Loài này được Brongn. mô tả khoa học đầu tiên năm 1826.